# Ribeirão Areia Branca
Der Ribeirão Areia Branca ist ein etwa 30 km langer linker Nebenfluss des Rio Paraná im Westen des brasilianischen Bundesstaats Paraná.

## Etymologie
Ribeirão bedeutet auf Deutsch Bach, Areia ist Sand und Branca ist weiß.

## Geografie

### Lage
Das Einzugsgebiet des Ribeirão Areia Branca befindet sich auf dem Terceiro Planalto Paranaense (Dritte oder Guarapuava-Hochebene von Paraná).

### Verlauf
Sein Quellgebiet liegt im Munizip Loanda auf 431 m Meereshöhe am nordöstlichen Stadtrand.
Der Fluss verläuft in nördlicher Richtung. Nach etwa 10 km lässt er das Munizipgebiet von Loanda hinter sich und bildet für die restlichen 20 km seines Laufs die Grenze zwischen den Munizipien São Pedro do Paraná und Marilena. Er mündet auf 237 m Höhe etwa 5 km unterhalb, südwestlich von Porto Maringá von links in den Rio Paraná. Er ist etwa 30 km lang.

### Munizipien im Einzugsgebiet
Am Ribeirão Areia Branca liegen die drei Munizipien Loanda, Marilena und São Pedro do Paraná.